# تشال غرد (زاز الشرقي)
تشال غرد (بالفارسية: چال گرد) هي قرية تقع في إيران في قسم زاز الشرقي الریفي. يقدر عدد سكانها بـ 87 نسمة بحسب إحصاء 2016.